# Georg Götz
Georg Götz (ur. 1900, zm. ?) – zbrodniarz nazistowski, esesman, członek załogi niemieckiego obozu koncentracyjnego Dachau.
W okresie II wojny światowej pełnił służbę jako kierownik zakładów szewskich Waffen-SS w obozie głównym Dachau. W procesie załogi Dachau (US vs. Rudolf Dippe i inni), który odbył się w dniach 25–29 października 1946 przed amerykańskim Trybunałem Wojskowym w Dachau skazany został na 5 lat pozbawienia wolności za składanie karnych raportów na podległych mu więźniów.